# Ilie Bărbulescu
Ilie Bărbulescu (Pitești, 1957. június 24. – Bukarest, 2020. február 1.) válogatott román labdarúgó, hátvéd.

## Pályafutása

### Klubcsapatban
1974 és 1982 között az Argeș Pitești labdarúgója volt és tagja volt az 1978–79-es bajnokcsapatnak. 1982–83-ban az Olt Scornicești, 1983–84-ben a Petrolul Ploiești, 1984 és 1987 között a Steaua București játékosa volt. A Steauával három bajnoki címet és kettő románkupa-győzelmet ért el. Tagja volt az 1985–86-os BEK-győztes együttesnek. 1987-ben ismét a Petrolul Ploiești, majd 1987–88-ban az Argeș Pitești labdarúgója volt. 1988–89-ben a Dacia Pitești együttesében szerepet. 1989 és 1991 között a Callatis Mangalia játékosa volt.

### A válogatottban
1979 és 1987 között öt alkalommal szerepelt a román válogatottban.

## Sikerei, díjai
Argeș Pitești
- Román bajnokság
  - bajnok: 1978–79

 Steaua București
- Román bajnokság
  - bajnok (3): 1984–85, 1985–86, 1986–87
- Román kupa
  - győztes (2): 1985, 1987
- Bajnokcsapatok Európa-kupája (BEK)
  - győztes: 1985–86
- UEFA-szuperkupa
  - győztes: 1986